# Academia de polícia

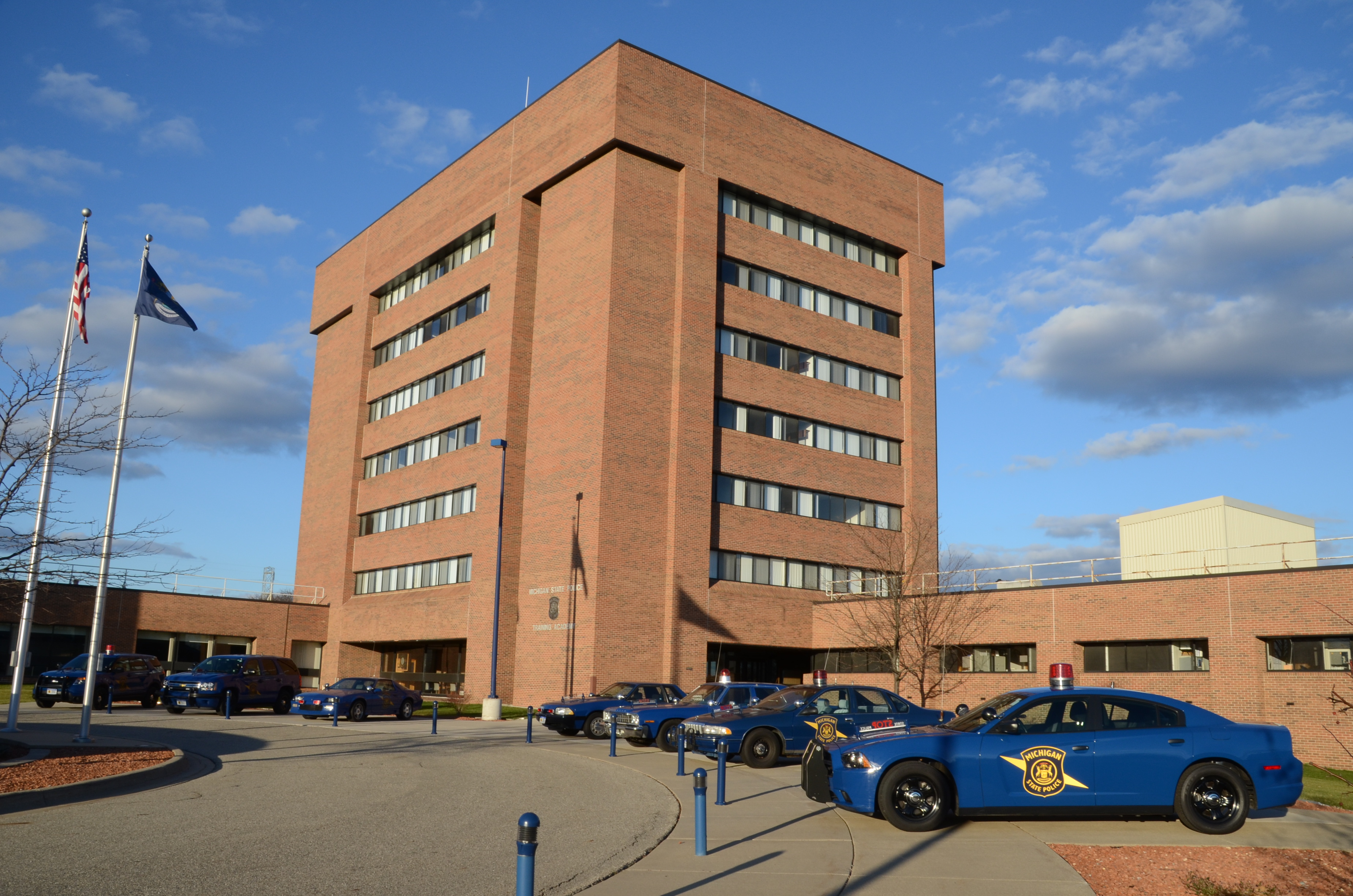
O exterior da Academia de Treinamento da Polícia do Estado de Michigan, em Michigan, Estados Unidos

Uma academia de polícia é uma escola de treinamento para cadetes de polícia, projetada para preparar cadetes para a agência de aplicação da lei a que se juntarão após a formatura, ou certificar um indivíduo para tornar-se um agente da lei.
As academias de polícia treinam os cadetes nas habilidades e táticas necessárias para desempenhar suas funções de maneira adequada e eficaz, como treinamento jurídico, habilidades de condução, treinamento de veículos, treinamento de equipamentos, treinamento de armas de fogo, uso da força, negociação de crise e desescalada, entre outros. As instalações típicas em uma academia de polícia incluem salas de aula, pistas de corrida, campos de tiro, pistas de atletismo, academias e instalações recreativas, embora algumas também possam incluir dormitórios, refeitórios, simuladores de treinamento, museus policiais, e empresas afiliadas à polícia, como restaurantes e lojas.
As academias de polícia não são usadas apenas por cadetes de polícia; eles também são normalmente usados por oficiais de pleno direito, outras agências de aplicação da lei, unidades especiais como a SWAT e, ocasionalmente, até mesmo civis e outros funcionários não policiais; por exemplo, os Jogos Olímpicos de Verão de 1932 usaram o alcance da Academia de Polícia de Los Angeles para o evento de tiro.
Os requisitos para ingressar em uma academia de polícia variam de acordo com a jurisdição, mas geralmente envolvem verificações de  antecedentes, verificações físicas, psicológicas e médicas e verificações de antecedentes criminais.